# Émile Boitelle
Émile Boitelle (ur. 7 sierpnia 1898 w Nieppe, zm. 22 października 1951 w Thiant) – francuski gimnastyk, medalista olimpijski.
W 1920 r. reprezentował barwy Francji na letnich igrzyskach olimpijskich w Antwerpii, zdobywając brązowy medal w wieloboju drużynowym. 